# Manduca armatipes
Manduca armatipes – motyl nocny z rodziny zawisakowatych.

## Występowanie
Gatunek występuje w północno-zachodniej Argentynie, zwłaszcza w prowincji Tucumán oraz w rejonie położonym między rzekami Bermejo i Pilcomayo.

## Morfologia
Charakteryzuje się szarą barwą skrzydeł tylnych, szczególnie widoczną w obszarze położonym za komórką środkową, oraz wyraźnymi, ostro ząbkowanymi liniami poprzecznymi na skrzydłach przednich. Przedstopie samców zaopatrzone jest w 4–5 długich kolców na zewnętrznej stronie pierwszego segmentu oraz pojedynczy kolec wierzchołkowy na drugim. Narządy genitalne samca mają smukły, równomiernie zwężający się unkus oraz harpę z drobnymi zębami brzeżnymi.